# All-on-4
All-on-4（オールオン4、オールオンフォー）は、インプラント治療法である。

## 概要
ポルトガルのパウロ＝マロ（Dr.Paulo Malo）が1993年に独自に開発し提唱しているインプラント治療法。パウロ＝マロはAll-on-4コンセプトに基づいたMALO CLINIC (MALO CLINIC HEALTH GROUP) をポルトガルやブラジルなど世界中に展開していた。2011年7月には東京・銀座に進出した。現在は、パウロ＝マロはMALO CLINICから離れ、MALO DENTAL GROUPを率いる。世界中に200以上のクリニックが参加しているが、日本では、東京・銀座と札幌・円山に合計2院のMALO DENTAL（マロデンタル）がある。
無歯顎のケースでCTやパノラマレントゲン上で臼歯部にインプラントを埋入できる十分な骨量がなく、従来の方法であると骨移植が必要となる場合でも上顎なら上顎洞-上顎洞間、下顎ならオトガイ孔-オトガイ孔間の比較的骨量の豊富な部位にインプラントを後方部には傾斜埋入、前方部に通常埋入を行い4本のインプラントで咬合を作り上げ、手術当日にプロビショナル（仮歯）を装着する治療方法。
一日で噛める事があるが、それは仮の人工歯であって、最終的な人工歯完成には数ヶ月を要するのは他のインプラント治療と同じである。
世界的に知られている名前は『All-on-4』であるが、一部の日本の歯科医師は、骨質のよくない日本人に対して、1 - 2本インプラントを追加することがあり、それを『All-on-5』や『All-on-6』と呼んでいる場合があるが、これは、世界に認められた歯科専門用語ではなく、一部の日本人歯科医師が使う造語であり、科学的コンセンサスのある『All-on-4』とは関係が無い。
All-on-4手術によりインプラント治療の適応がかなり広がった。インプラントの本数が少なくなるばかりでなく、骨移植やサイナスリフト（骨移植）をしないで済むので、結果的に手術侵襲や治療費を下げる事につながっている。
無歯顎のケースだけではなく、重度の歯周疾患で動揺歯が存在する場合でも手術中に抜歯を行い無歯顎にした上で手術が可能。もちろん鋳造して作るフレームでもなんら問題は無いが、プロセラ・インプラント・ブリッジ（PIB）にて製作された最終補綴物でも、天然歯に近い審美性を回復し、健康な歯があった時と近い咬合力を得ることができる。パウロ＝マロによると第二大臼歯に歯を並べないのが普通なので、咬合力は歯があった時の8割である。
上顎の場合、上顎洞-上顎洞間の骨量さえも少ないケースが稀にありAll-on-4でも対応できない場合がある。その場合は、頬骨（Zygoma・ザイゴマ）にザイゴマインプラント埋入することによって治療が可能になる。
All-on-4は、15mm - 18mm程の長さのインプラントを骨からはみ出さずに埋入する必要があるが、このときにノーベルガイドというコンピューターによるシミュレーションプログラムで作成した手術用ガイドシステムを用いる事により、より侵襲が少なく、確実な手術を行うことができる。
通常、手術時は、鎮静麻酔もしくは全身麻酔と併用されるので、患者は苦痛なく治療を行うことができる。All-on-4の臨床成績については、多数の文献で報告がなされている。インプラント埋入即時荷重のプロトコルにより即日から噛めるインプラントであるが、その成績は、対時荷重（一定の治癒期間後に荷重を行う）と比較してほぼ変わりない成績が報告されている。
All-on-4施術方法に関する書籍としては、Nobel Biocare社によるマニュアル、2012年マロ・デンタル札幌の木村洋子による「私を魅了したオールオンフォー臨床」などがある。